# Nago
Nago (名護市, Nago-shi, okinawenc: Nagu o Nagū) és una ciutat i municipi de l'illa d'Okinawa, a la prefectura homònima, Japó. Actualment (2022), Nago és el seté municipi més populós d'Okinawa amb 63.935 habitants. A més, Nago és el municipi més gran de la part nord de l'illa, fent de capital oficiosa per a aquesta regió.
La Universitat de Meiō, inicialment privada i ara pública, es troba a la ciutat. Nago és una ciutat principalment turística, però també destaca per la producció de cement, arròs, canya de sucre i ananàs. La cervesa Orion, la més popular de l'illa, també es fa a Nago.

## Geografia

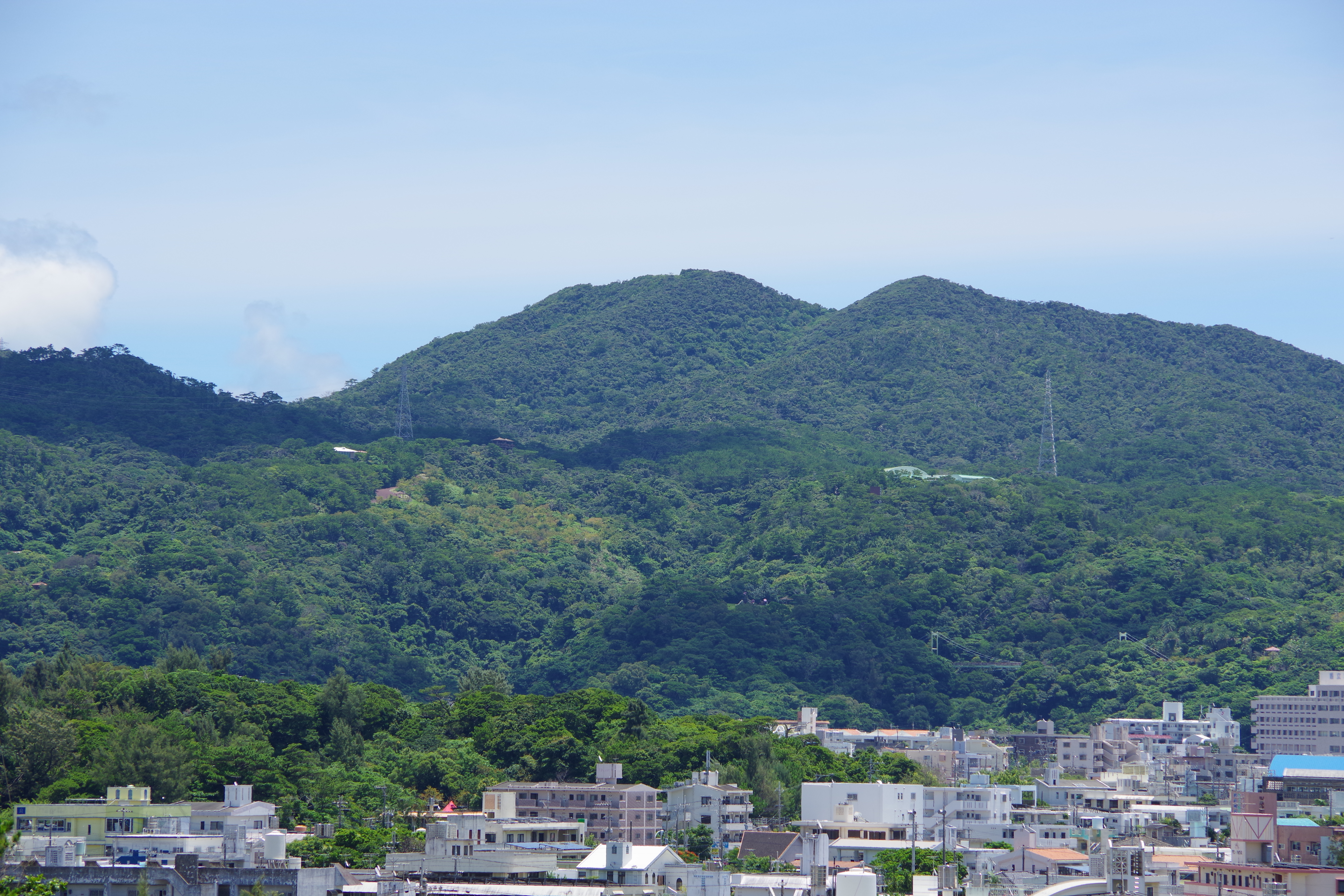
El mont Nago

La ciutat de Nago es troba localitzada al centre de l'illa d'Okinawa. El riu Genka flueix pel municipi. Algunes de les muntanyes al terme de Nago són el mont Yae (453 m), el mont Katsū (452 m), el mont Awa (432 m) o el mont Nago (345 m). El terme municipal de Nago limita amb els d'Ōgimi i Higashi al nord; amb Nakijin i Motobu a l'oest i amb Ginoza i Onna al sud. A l'oest fa costa amb la mar de la Xina Oriental i a l'est amb l'oceà pacífic.

### Clima
La ciutat de Nago té un clima subtropical humit, caracteritzat per estius molt càlids i hiverns suaus. Les precipitacions són abundants durant tot l'any. El mes més humit és l'agost i el més sec, el desembre. Degut al clima subtropical de Nago, els cirerers en flor o sakura floreixen a principis d'any. Per això, Nago és un dels primers llocs del Japó en celebrar el festival dels cirerers en flor al gener.

## Història

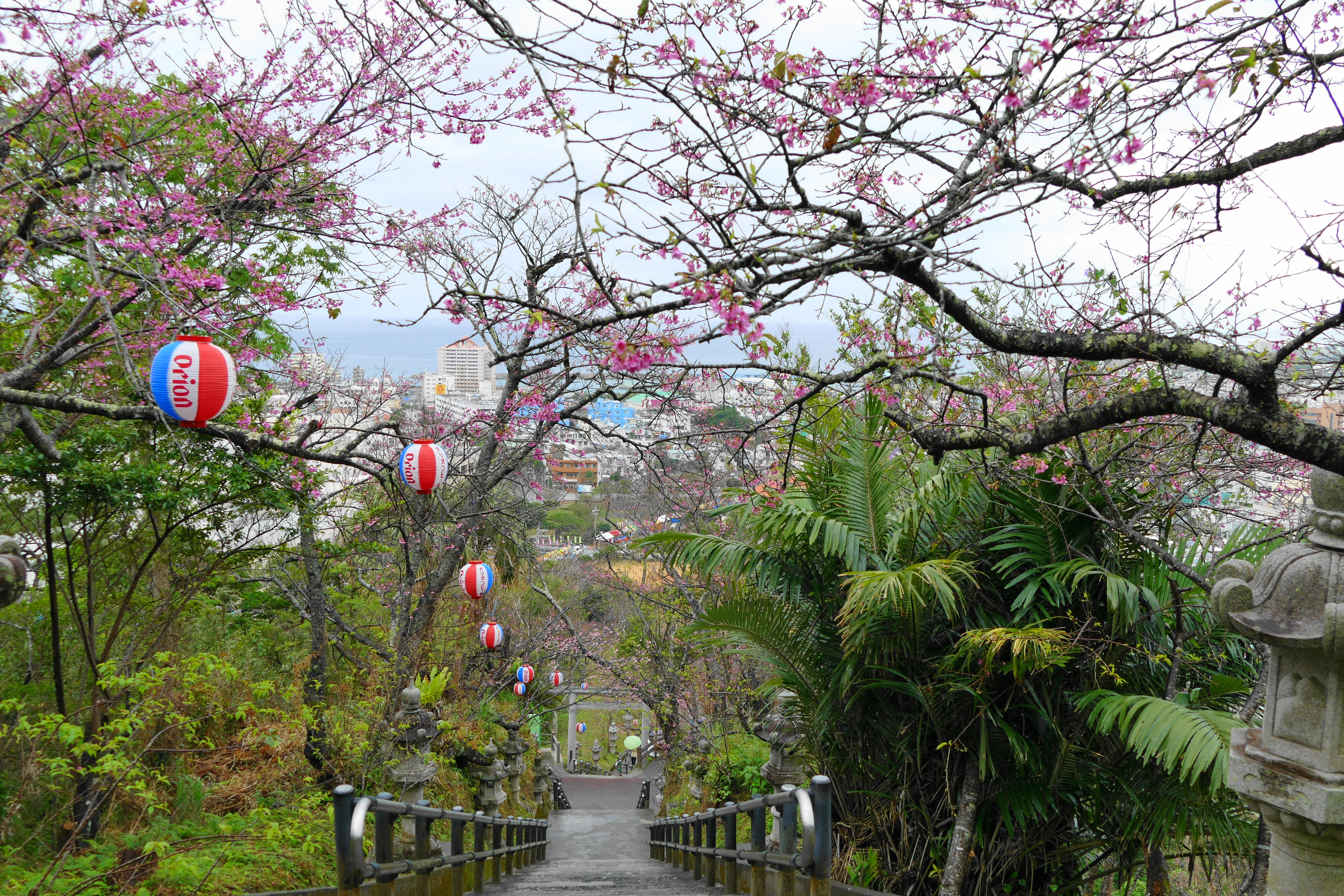
On abans va haver-hi el castell de Nago, avui existeix un parc

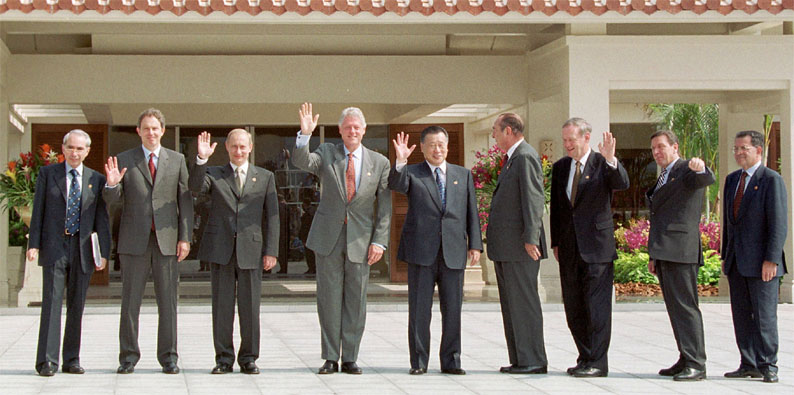
Foto de família del G8 a Nago

El castell de Nago fou construït al segle xiv i va servir com a seu de l'Aji o Senyor del Magiri de Nago. Nago va ser sempre una de les poblacions més grans de l'Okinawa septentrional, així com un dels principals ports de l'illa juntament amb Unten. L'any 1907, el Magiri de Nago esdevé la vila de Nago. La vila va assolir la consideració legal de ciutat l'1 d'agost de 1970, després d'absorbir nou pobles i viles veïnes.
Nago fou la seu de l'Exposició Universal de 1975, creant per a l'esdeveniment un parc exclusiu amb un monocarril per tal de moure als assistents. Nago també fou la seu de la 26na cimera del G8 l'any 2000.
L'any 2002, Nago va establir un règim tributari especial o "paradís fiscal" per a empreses financeres a imatge de Dublin, Irlanda. El Nago Multimedia Building fou construït com el centre d'aquest projecte i actualment n'hi han diverses companyies financeres estrangeres establides a Nago gràcies a la política fiscal exclusiva de l'ajuntament.
A Nago també es troba el Camp Schwab, base militar del Cos de Marines dels Estats Units d'Amèrica establit l'any 1952.

## Administració

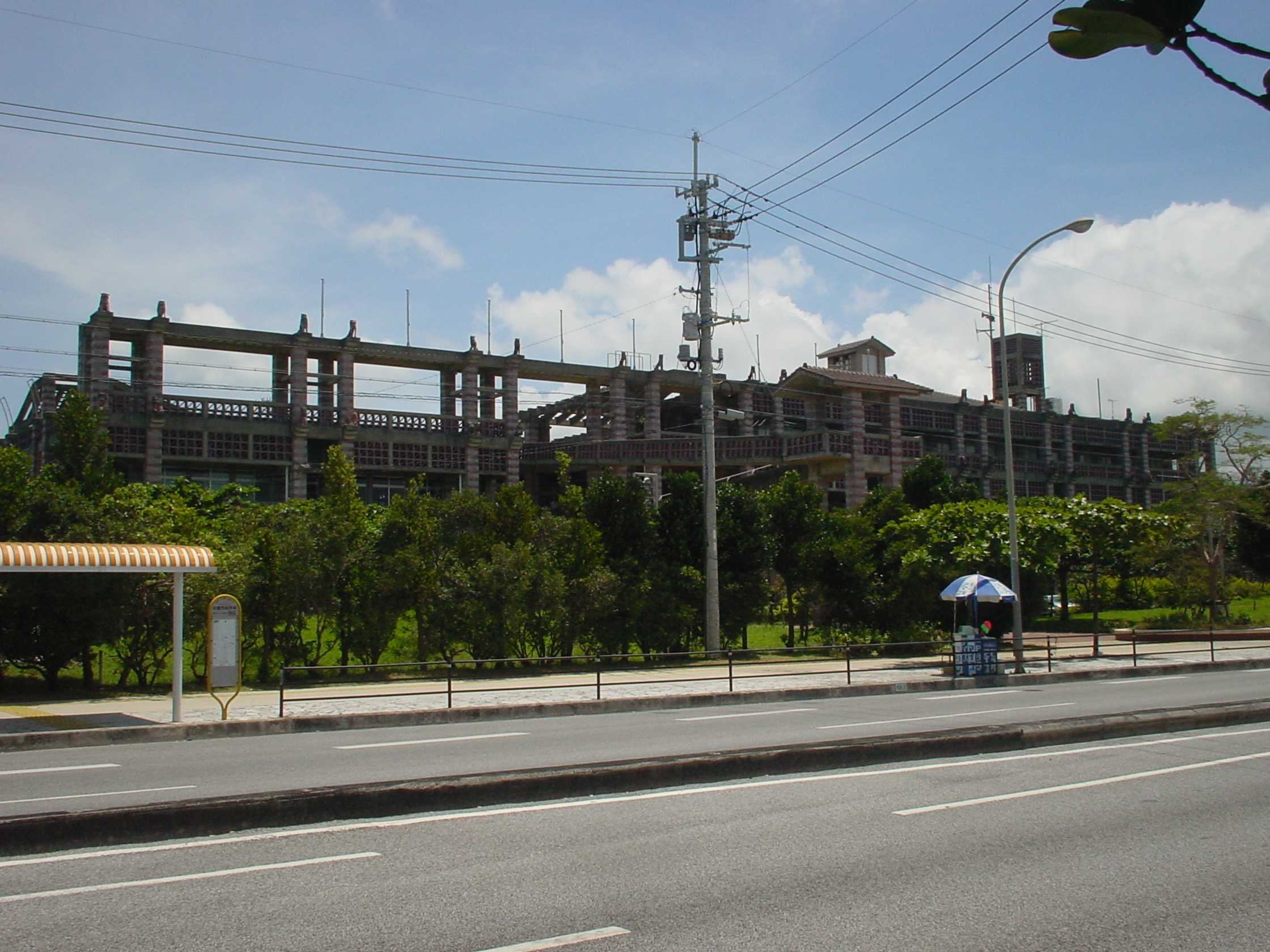
Ajuntament de Nago

### Alcaldes
- Yūtoku Toguchi (1970-1986)
- Tetsuya Higa (1986-1997)
- Tateo Kishimoto (1998-2006)
- Yoshikazu Shimabukuro (2006-2010)
- Susumu Inamine (2010-2018)
- Teketoyo Toguchi (2018-present)

## Demografia
| 1920   | 1930   | 1940   | 1950   | 1960   | 1970   | 1980   |
| ------ | ------ | ------ | ------ | ------ | ------ | ------ |
| 29.787 | 28.669 | 28.635 | 41.064 | 41.662 | 39.799 | 45.991 |
| 1990   | 2000   | 2010   | 2020   | 2030   | 2040   | 2050   |
| 51.154 | 56.606 | 60.192 | 62.809 | -      | -      | -      |

## Transport

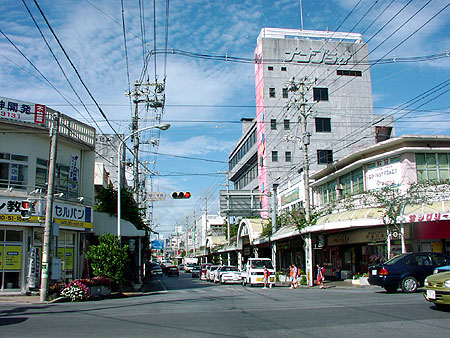
Centre urbà de Nago

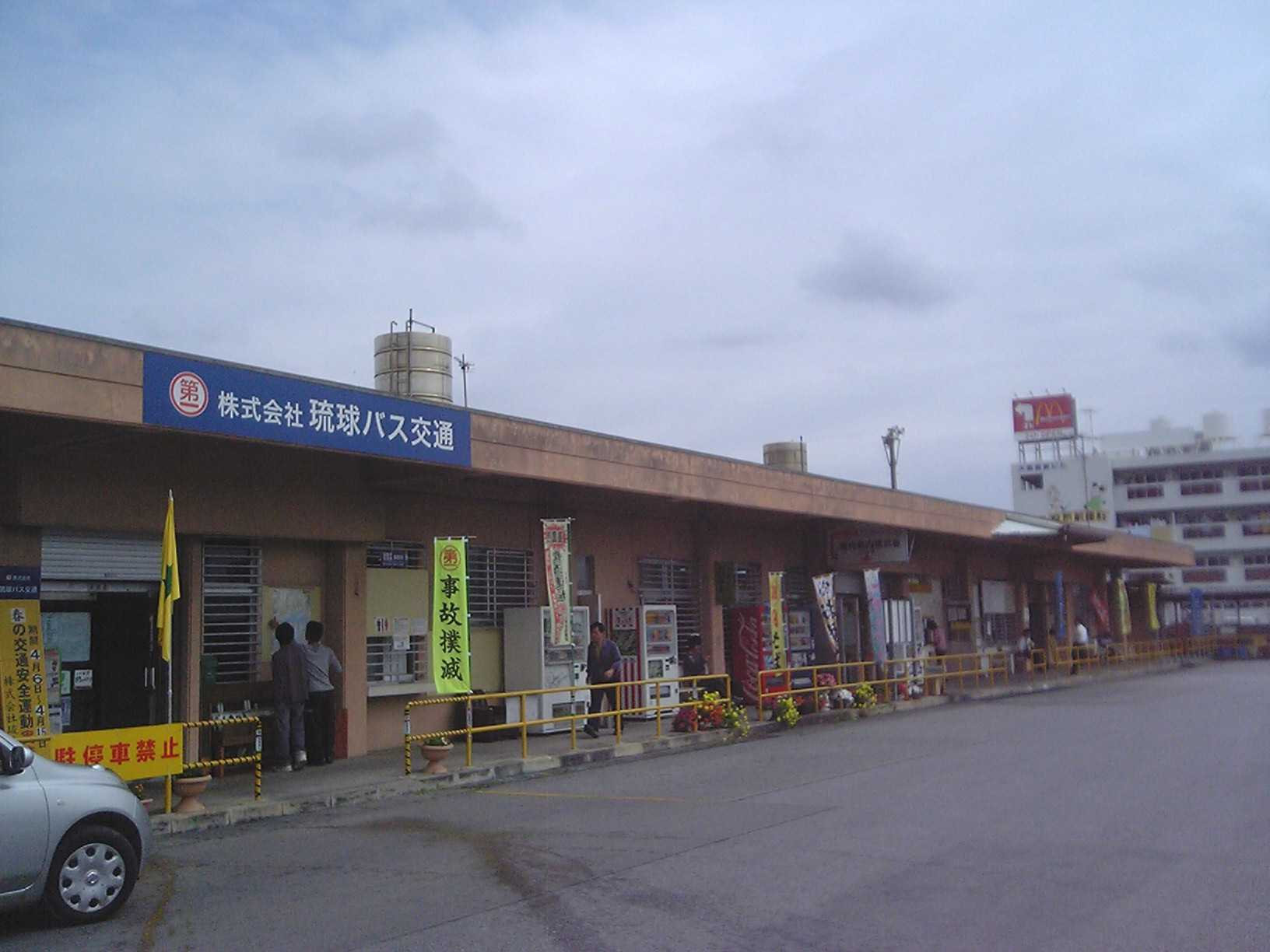
Estació d'autobusos de Nago

### Ferrocarril
Actualment, al terme municipal de Nago no hi ha cap ferrocarril. Durant l'Exposició Universal de 1975 (Expo '75) hi va haver un monocarril dins les instal·lacions de l'esdeveniment que funcionà entre el 20 de juliol de 1975 i el 18 de gener de 1976.

### Carretera
- Autopista d'Okinawa
- N-58 - N-329 - N-331 - N-449 - N-505
- ON-13 - ON-14 - ON-18 - ON-71 - ON-72 - ON-84 - ON-91 - ON-110 - ON-118 - ON-125 - ON-244 - ON-247 - ON-248

## Agermanaments
- Hilo, Hawaii, EUA. (13 de juny de 1986)
- Takikawa, Hokkaidō, Japó. (1 de juliol de 1990)
- Hirakata, prefectura d'Osaka, Japó. (31 de juliol de 1997)
- Londrina, Paranà, Brasil. (7 d'agost de 1998)
- Hachimantai, prefectura d'Iwate, Japó. (28 de gener de 2007)
- Tatebayashi, prefectura de Gunma, Japó. (25 d'abril de 2009)
- Imabari, prefectura d'Ehime, Japó.[12] (19 de maig de 2017)
- Ama, prefectura d'Aichi, Japó. (9 de febrer de 2021)